# Ploemeur
Ploemeur is een Franse gemeente in het departement Morbihan. Ploemeur ligt in het zuiden van Bretagne, aan de Golf van Biskaje. De gemeente telde 18.873 inwoners op 1 januari 2022. Hiermee is het de op drie na grootste gemeente van het departement. Ploemeur is een van de 25 gemeenten in het gemeentelijk samenwerkingsverband Lorient Agglomération.

## Geschiedenis
De geschiedenis van Ploemeur hangt samen met het ontstaan van Lorient en de Franse Compagnie des Indes Orientales in de 17e eeuw. De bestaande parochie van Ploemeur met haar kleine landbouwdorpjes groeide dankzij de scheepswerven die hier werden opgericht. Vanaf de 18e eeuw had Ploemeur een vissersvloot en nijverheid voor de verwerking van de gevangen sardines. De scheepjes vertrokken vanuit de verschillende kleine havens van Ploemeur: Kernével, Larmor, Lomener, Le Pérello, Kerroch en Le Courégant. In 1904 kwamen er bedrijven die het kleimineraal kaolien delfden en bewerkten. Op het hoogtepunt werkten tot 400 mensen in deze industrie. In de jaren 1920 werd het sanatorium van Kerpape geopend.
Tijdens de Tweede Wereldoorlog werd langs de kust de Atlantikwall opgetrokken en werd de luchtmachtbasis van Kerlin-Bastard geopend. Van hieruit opereerden vliegtuigen die de Duitse U-boten in Lorient voor aanvallen moesten beschermen. Net als Lorient leed Ploemeur zware schade door geallieerde luchtbombardementen. De gemeente lag in de zak van Lorient en werd hierdoor pas aan het einde van de oorlog bevrijd.
Na de oorlog volgde de reconstructie en de uitbouw van de toeristische sector met de bouw van logementen, een golfterrein en de inrichting van de stranden.

## Bezienswaardigheden
Ploemeur heeft een kustlijn van 17 km en telt verschillende zandstranden. Verschillende kustverdedigingswerken, de meeste die deel uitmaakten van de Duitse Atlantikwall, zijn bewaard gebleven.
In het centrum van Ploemeur ligt de kerk Saint-Pierre die teruggaat tot de 11e eeuw. De huidige kerk dateert in hoofdzaak uit de 17e en de 19e eeuw. Na twee zware branden in 1942 en 1943 veroorzaakt door luchtbombardementen werd de kerk na de oorlog gerestaureerd.
De gemeente telt verschillende megalitische structuren: dolmen d'Ar Roc'h, dolmen du Cruguellic, dolmen de Caudric, allée couverte de Laudé en tumulus de Tuchenn Pol.

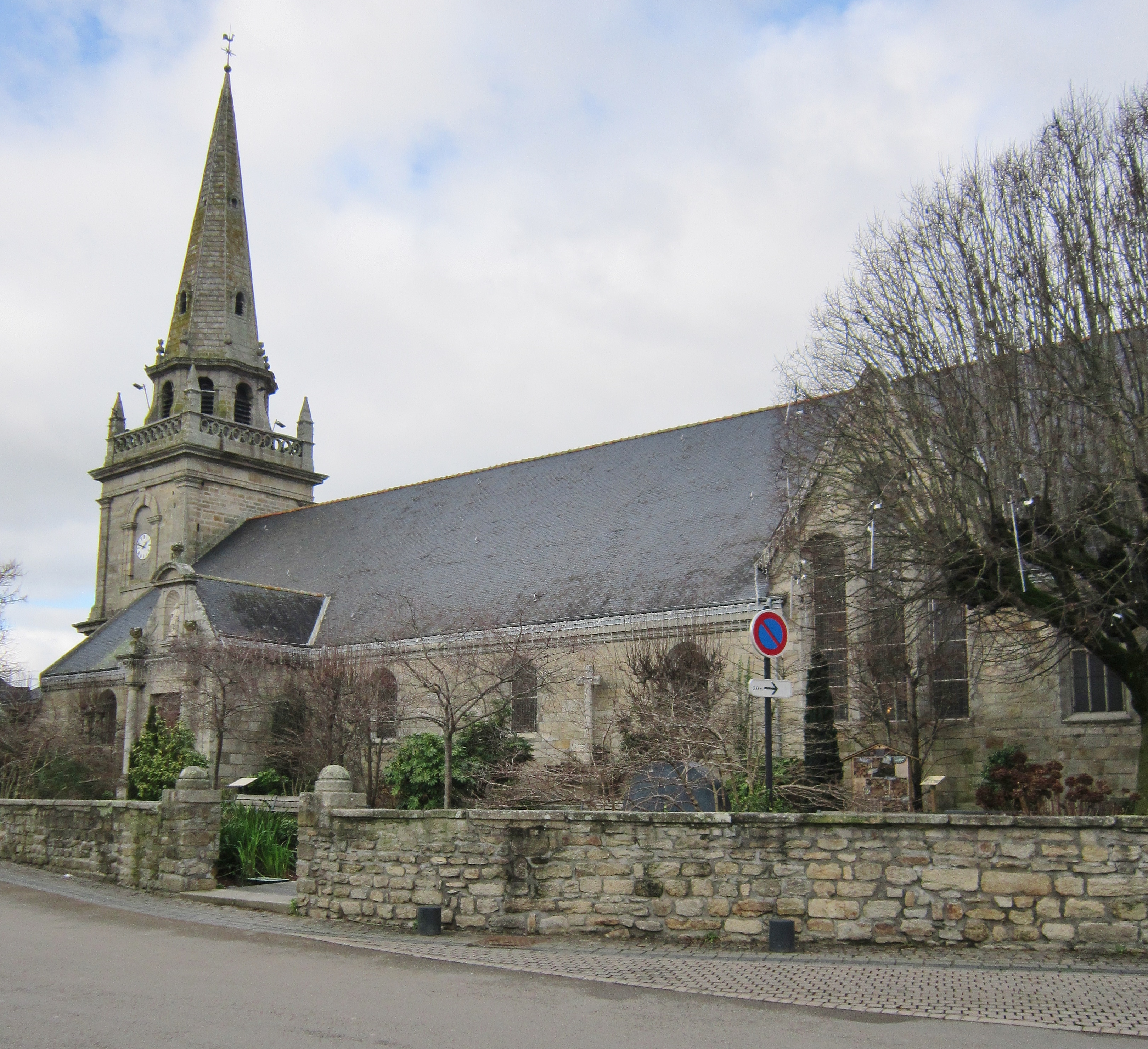
Kerk Saint-Pierre
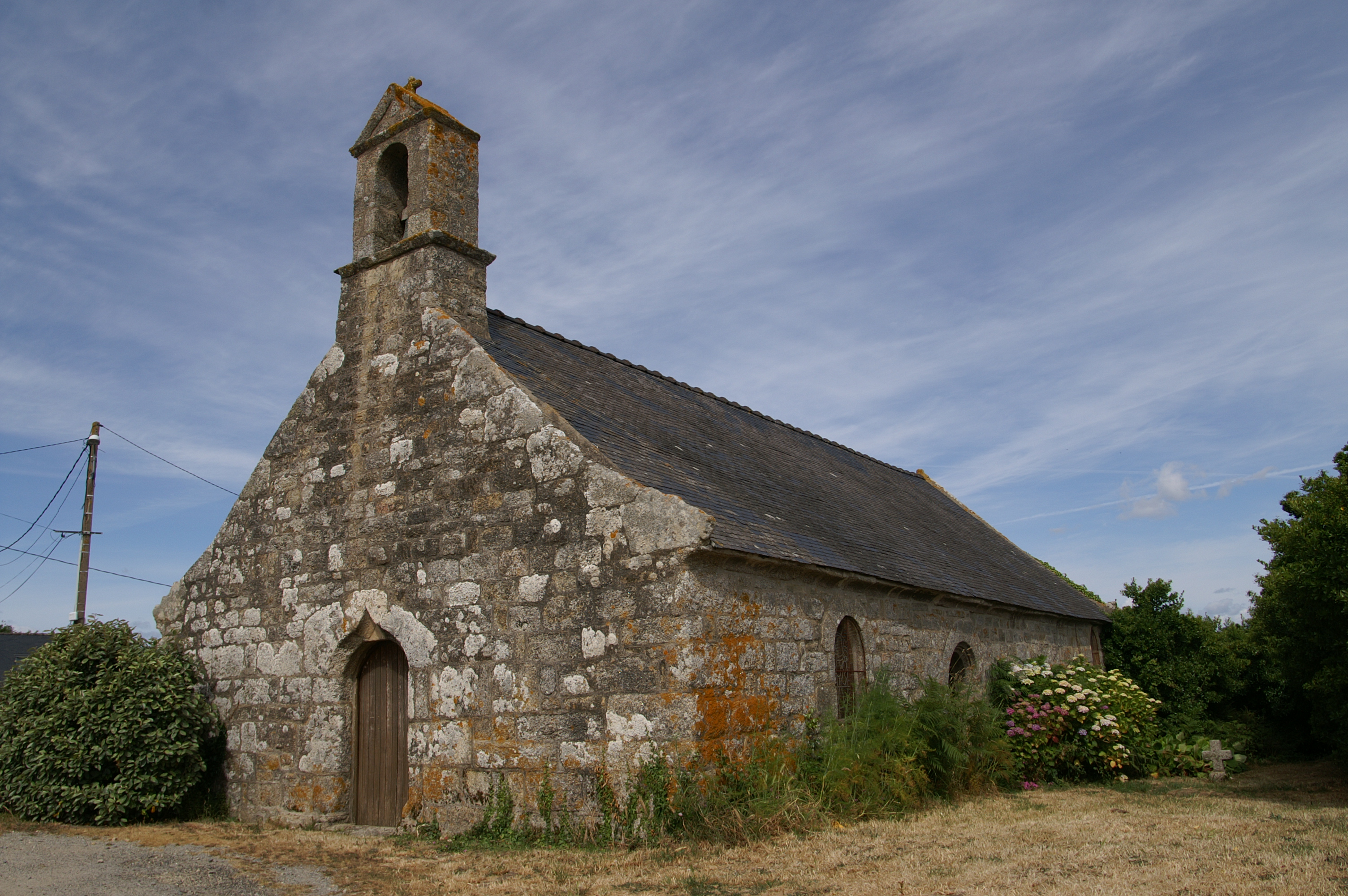
Kapel van Saint-Jude
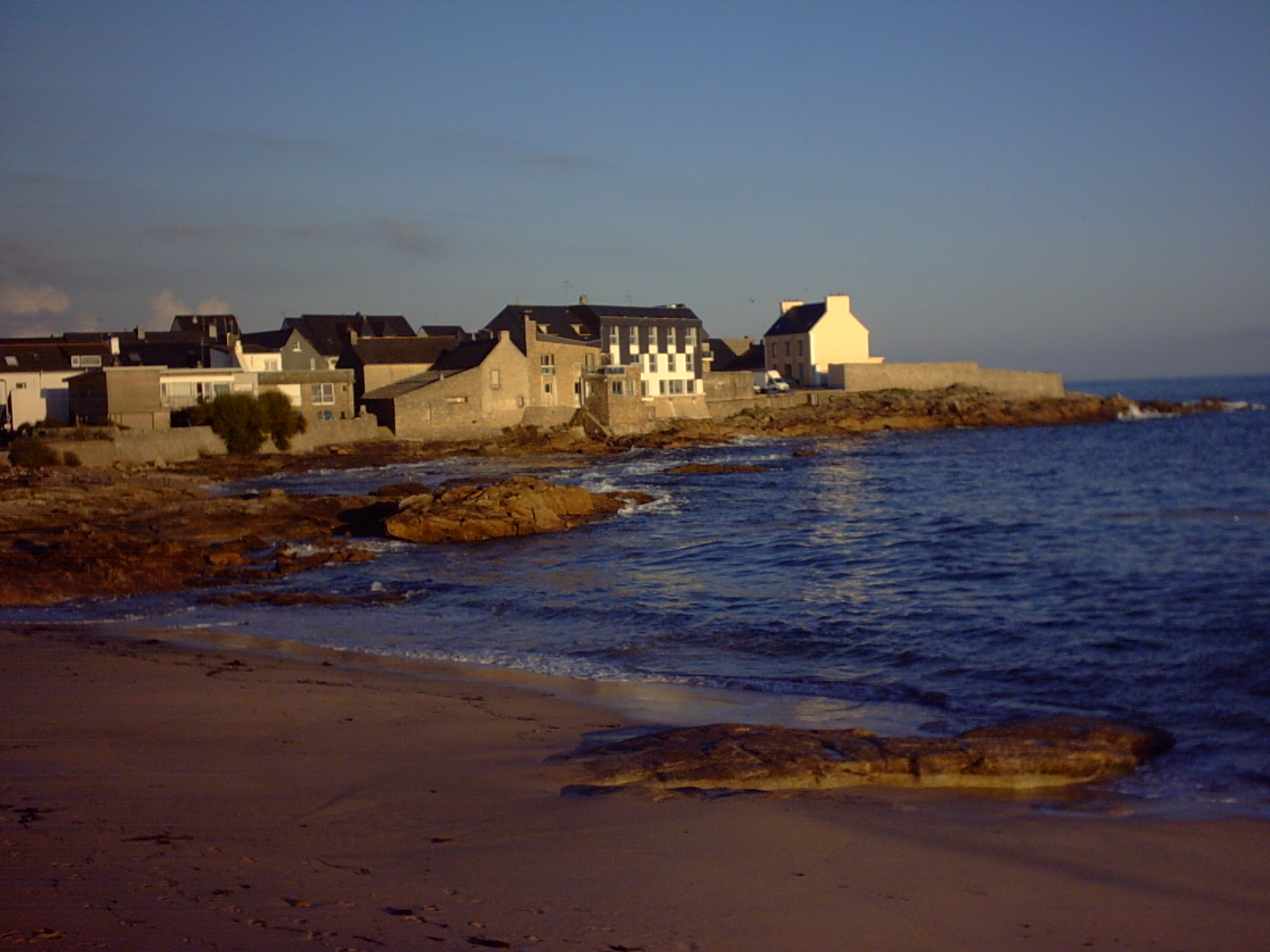
Lomener
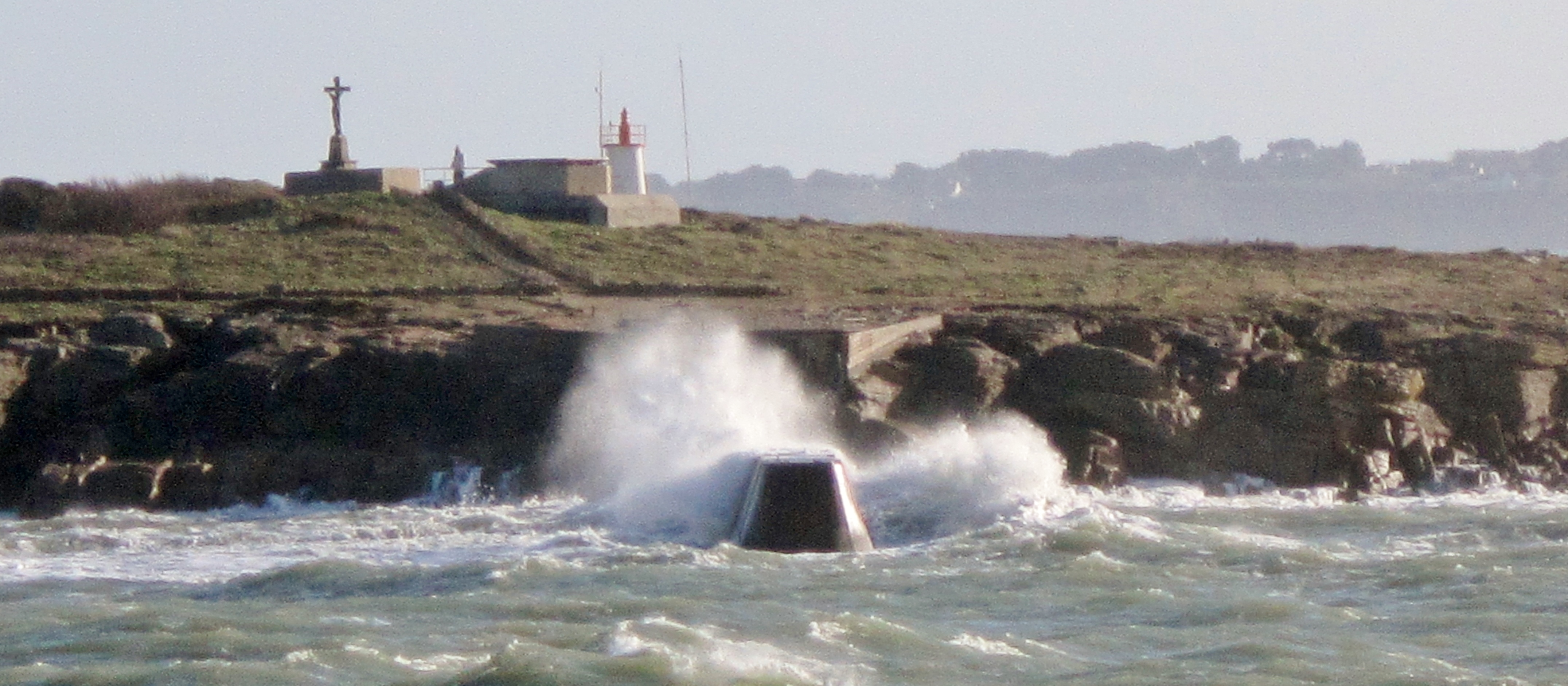
Kerroc'h
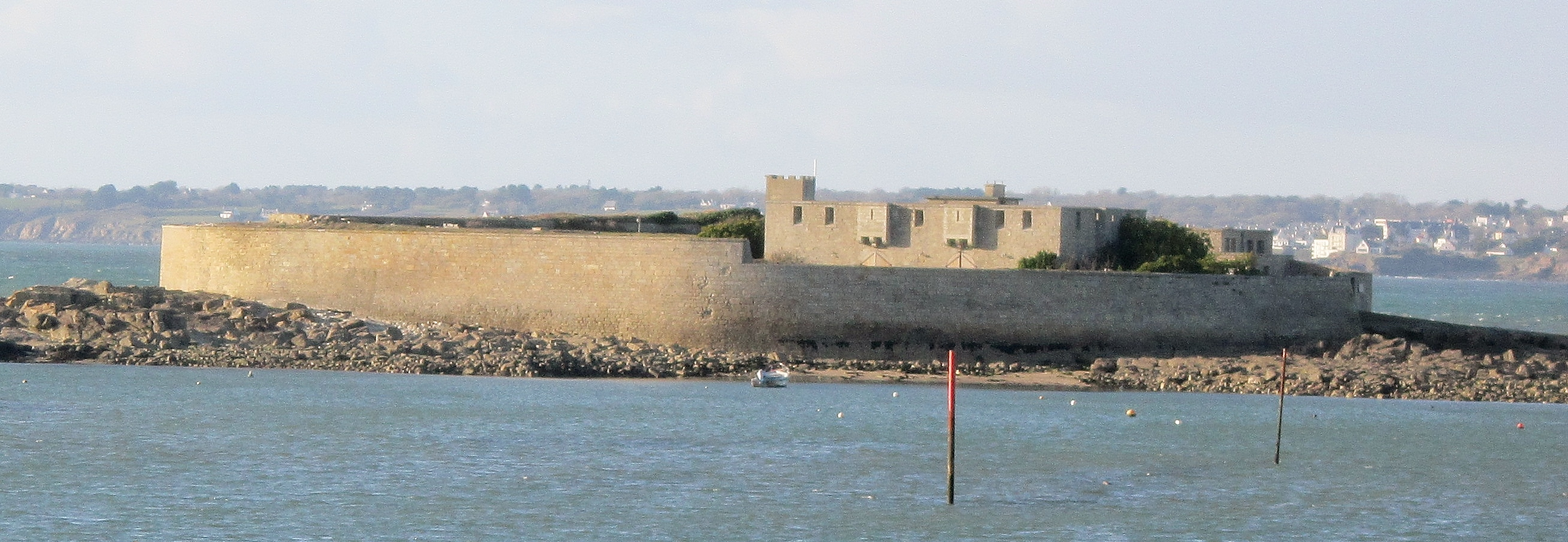
Fort Bloqué
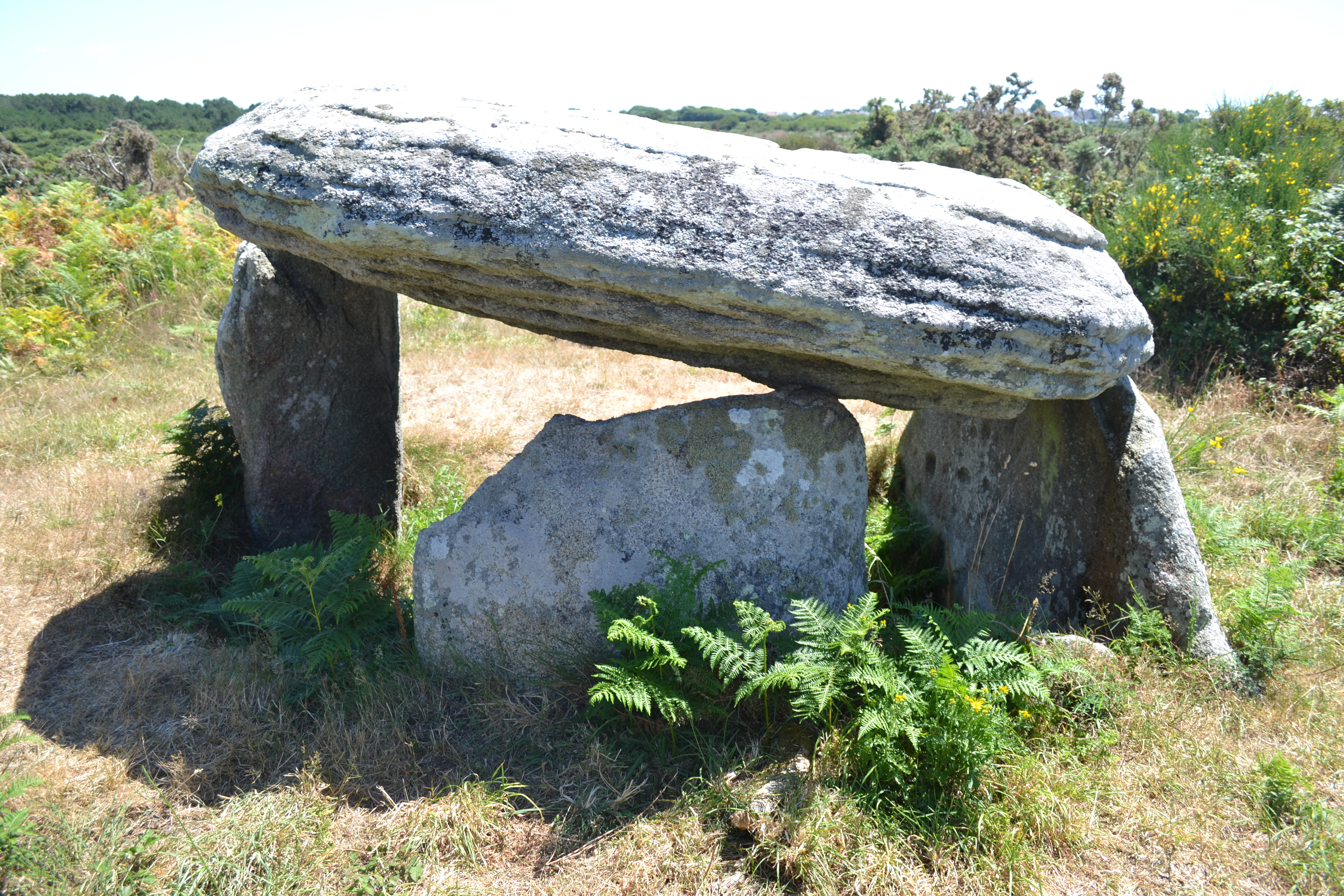
Dolmen d'Ar Roc'h

## Geografie
Ploemeur grenst aan de gemeenten Lorient, Larmor-Plage, Quéven en Guidel.
De onderstaande kaart toont de ligging van Ploemeur met de belangrijkste infrastructuur en aangrenzende gemeenten.

## Demografie
Onderstaande figuur toont het verloop van het inwonertal, bron: INSEE-tellingen. 

## Geboren
- Yoann Gourcuff (1986), voetballer